# 新潟県道226号出戸村松線
新潟県道226号出戸村松線（にいがたけんどう226ごう でとむらまつせん）は、新潟県加茂市から同県五泉市に至る一般県道である。

## 概要

### 路線データ
- 起点：新潟県加茂市大字下大谷字出戸（国道290号交点）
- 終点：新潟県五泉市安出字住吉（新潟県道571号白山村松線交点）

## 通過する自治体
- 新潟県
  - 加茂市 - 五泉市

## 接続する道路
- 国道290号（起点：加茂市大字下大谷字出戸）
- 新潟県道295号下戸倉五泉線（五泉市下戸倉字原）
- 新潟県道437号別所南田中線（五泉市安出）
- 新潟県道571号白山村松線（終点：五泉市安出字住吉）

## 周辺
- 加茂市立七谷小学校
- 五泉市立十全小学校
- 安出郵便局

## その他
- 路線名の「村松」は、終点付近の旧自治体名（新潟県中蒲原郡村松町）に由来する。